# Patronat d'Obreres de l'Agulla
El Patronat d'Obreres de l'Agulla fou un patronat creat per Dolors Monserdà i Vidal el 1910, amb l'ajuda del bisbe Laguarda i de mossèn Josep Ildefons Gatell, a Barcelona (estava situat a la residència de monges franciscanes del carrer Montcada), amb l'objectiu de donar feina a les cosidores, facilitar materials per a la costura i formació. Funcionava com una cooperativa i donava suport per qualsevol gestió o consulta, borsa de treball i assistència mèdica gratuïta.